# Arbeitslosenhilfe
Als Arbeitslosenhilfe wurde in der Bundesrepublik Deutschland von 1956 bis 2004 eine bedürftigkeitsgeprüfte Sozialleistung für Arbeitssuchende bezeichnet. Die Leistung wurde von den damaligen Arbeitsämtern (heute Agenturen für Arbeit) im Anschluss an das Arbeitslosengeld ausgezahlt und galt als Versicherungsleistung. Die Mittel wurden jedoch vom Staat aus Steuergeldern finanziert. Vorgänger und Vorbild war eine „Krisenunterstützung“ in der Weimarer Republik bzw. in der Zeit des Nationalsozialismus.

## Geschichte
Grundstein für das System der Arbeitslosenhilfe war die Verordnung über die Erwerbslosenfürsorge vom 13. November 1918. Mit dieser Verordnung wurde für „arbeitsfähige und arbeitswillige Personen über 14 Jahre, die infolge des Krieges durch Erwerbslosigkeit sich in bedürftiger Lage befanden“, eine besondere Form der Fürsorge geschaffen. Zuständig waren die Gemeinden, die der Fürsorge ausdrücklich „nicht den Rechtscharakter der Armenpflege“ beilegen sollten.
1927 wurde durch das Gesetz über Arbeitsvermittlung und Arbeitslosenversicherung vom 16. Juli 1927 die Arbeitslosenversicherung eingeführt. Danach hatten Arbeitslose unter bestimmten Voraussetzungen bis zu 26 Wochen Anspruch auf eine Arbeitslosenunterstützung als Versicherungsleistung (ähnlich dem heutigen Arbeitslosengeld). In Zeiten andauernd ungünstiger Arbeitsmarktlage konnte der Reichsarbeitsminister eine Krisenunterstützung für bedürftige Arbeitslose gewähren, deren Anspruch auf Arbeitslosenunterstützung erschöpft war, oder die sonst die versicherungsrechtlichen Voraussetzungen für die Arbeitslosenunterstützung nicht erfüllten. Das Prinzip dieser Krisenunterstützung wurde nach dem Zweiten Weltkrieg bei der in der Bundesrepublik eingeführten Arbeitslosenhilfe aufgegriffen.
Mit der Verordnung über Arbeitslosenhilfe vom 5. September 1939 wurde das Versicherungsprinzip aufgegeben. Auf die damit neu definierte Arbeitslosenunterstützung hatten alle arbeitsfähigen, arbeitswilligen und bedürftigen Arbeitslosen Anspruch.
In der Bundesrepublik Deutschland wurde 1956 von der Regierung Adenauer (CDU) eine als Arbeitslosenhilfe bezeichnete Fürsorgeleistung eingeführt, die im Anschluss an das Arbeitslosengeld aus Steuermitteln von der Bundesanstalt für Arbeit ausgezahlt wurde und unbefristet war. Eine solche unbefristete Leistung, deren Höhe von der Höhe des vorherigen Einkommens abhing, war ein Novum und galt Kritikern, insbesondere aus dem Finanzministerium, als unrealistisch und mit großen finanziellen Risiken für den Staat behaftet. Adenauer setzte sich jedoch über diese Bedenken hinweg und brachte das Gesetz zusammen mit weiteren Verbesserungen der sozialen Absicherung auf den Weg. Dies wird als Vorbereitung der Bundestagswahl 1957 betrachtet, bei der seine Partei die erste und bislang einzige absolute Mehrheit in der Geschichte der Bundesrepublik erlangte. Später wurde die Arbeitslosenhilfe dem SGB III (§§ 190–197) zugeordnet.
Höhe und Bezugsvoraussetzungen für die Arbeitslosenhilfe wurden mehrmals angepasst, die Höhe 1994 von 63 % auf 60 % (ohne Kinder) bzw. von 68 % auf 67 % (mit Kindern) gesenkt. Der Bemessungszeitraum verlängerte sich 1994 von drei auf sechs Monate und 1997 von sechs auf zwölf Monate (ggf. auf bis zu 24 Monate erweiterbar). Die Altersgrenzen für einen verlängerten Altersgeldbezug wurden 1997 um drei Jahre angehoben. Mit Wirkung ab 2004 bzw. 2006 wurde die maximale Anspruchsdauer halbiert. Seit 2003 wird ein Umzug einem Arbeitslosen ohne familiäre Bindungen als zumutbar erachtet, d. h. der Arbeitslose muss ggf. zwecks Aufnahme einer Beschäftigung umziehen.
Zum 1. Januar 2005 erfolgte im Rahmen der Agenda 2010 der Regierung Schröder eine „Zusammenlegung von Arbeitslosenhilfe und Sozialhilfe“ auf dem Niveau der Sozialhilfe, so die offizielle Formulierung. Dabei wurde die bisherige Sozialhilfe jedoch nicht verändert und besteht weiterhin. Neu eingeführt wurde anstelle der Arbeitslosenhilfe unter der Bezeichnung Arbeitslosengeld II (ALG II) eine Ersatzleistung für Arbeitssuchende und nun auch deren Angehörige (Partner, Kinder) in Form eines Sozialgeldes. Wegen der Herabsetzung des Niveaus auf die Höhe der Sozialhilfe wird seitdem nicht mehr ein individueller Lebensstandard auf niedrigem Niveau ermöglicht, sondern nur noch das soziokulturelle Existenzminimum gewährt. In der Umgangssprache erhielt das ALG II nach Peter Hartz, dem von Schröder eingesetzten Leiter bei der Erarbeitung des Konzepts der Agenda die Bezeichnung „Hartz IV“. Wegen der rückwirkenden Auszahlung der Arbeitslosenhilfe erhielten die (ehemaligen) Empfänger bei der Umstellung auf die „Hartz-IV“-Leistungen im Januar 2005 eine doppelte Auszahlung, andernfalls wäre ihnen eine Monatszahlung verloren gegangen.
Diese sogenannte Zusammenlegung wurde schon im Vorfeld von Kritikern, insbesondere von den Gewerkschaften, als „Abschaffung der Arbeitslosenhilfe“ bezeichnet, dieser Sprachregelung schloss sich auch etwa das Bundesverfassungsgericht schon 2010 an.
Durch die sogenannte „58er-Regelung“ erhielten bis 2004 Arbeitnehmer über 58 Jahre auch dann Arbeitslosenhilfe, wenn sie die Regelvoraussetzungen des Anspruchs allein deshalb nicht erfüllten, weil sie nicht arbeitsbereit waren und nicht alle Möglichkeiten nutzten oder nutzen wollten, um ihre Beschäftigungslosigkeit zu beenden (§ 428 Abs. 1 Satz 1 i. V. m. § 198 Satz 2 Nr. 3 SGB III). Sie erklärten dies hierfür schriftlich gegenüber der Bundesarbeitsagentur. Da es keine Übergangsregelung gab, hatten ab 2005 mehr als hunderttausend Personen, die bis Ende 2004 Arbeitslosenhilfe erhielten, nunmehr nur noch Anspruch auf das niedrigere Arbeitslosengeld II. Nach Schätzungen waren noch über zweihunderttausend mehr bis zum Auslaufen der „58er-Regelung“ hiervon betroffen. Alternativ konnten Betroffene eine Wiedereingliederungsvereinbarung treffen. Die „58er-Regelung“ lief im Jahr 2008 endgültig aus. Eine Klage wegen Verletzung des Grundrechts auf Eigentum und Verstoß gegen den verfassungsrechtlichen Grundsatz des Vertrauensschutzes wies der Erste Senat des Bundesverfassungsgerichts am 7. Dezember 2010 zurück.

## Anspruch auf Arbeitslosenhilfe

### Anspruchsvoraussetzungen
Da die Arbeitslosenhilfe als Versicherungsleistung definiert war, hatten nicht alle bedürftigen Arbeitssuchenden einen Leistungsanspruch. Die Anspruchsvoraussetzungen erfüllte, wer
- bedürftig war,[17]
- arbeitslos war,[17]
- sich beim zuständigen Arbeitsamt arbeitslos gemeldet hatte,[17]
- der Arbeitsvermittlung zur Verfügung stand,[17]
- innerhalb der Vorfrist (ein Jahr vor Antragstellung) mindestens einen Tag Arbeitslosengeld oder Arbeitslosenhilfe bezogen hatte und
- keinen Anspruch auf Arbeitslosengeld hatte.

Bis zum 31. Dezember 1999 bestand die Möglichkeit, „originäre Arbeitslosenhilfe“ ohne vorherigen Bezug von Arbeitslosengeld zu erhalten. Voraussetzung war hierfür eine Beschäftigung von mindestens 150 Kalendertagen innerhalb eines Jahres, die auch durch Wehr-, Zivil- oder Polizeivollzugsdienst erfüllt werden konnte.

### Anspruchsdauer
Grundsätzlich war der Anspruch auf Arbeitslosenhilfe zeitlich unbegrenzt, er wurde in so genannten Bewilligungsabschnitten von einem Jahr gewährt. Das bedeutete, dass nach je einem Jahr ein erneuter Antrag auf Fortzahlung der Arbeitslosenhilfe gestellt werden musste. Bei jeder Antragstellung wurden die Anspruchsvoraussetzungen erneut geprüft.

### Höhe der Arbeitslosenhilfe
Der Leistungssatz wurde mehrfach gesenkt. Zuletzt betrug er 53 % bzw. 57 % des pauschalierten Nettoentgelts (Leistungsentgelt).
Den erhöhten Leistungssatz erhielten Arbeitslose, wenn sie oder ihr Ehegatte/Lebenspartner ein Kind im Sinne von § 32 Abs. 1, 3 bis 5 Einkommensteuergesetz hatten. Die Bemessungsgrundlage der Arbeitslosenhilfe wurde jährlich an die Entwicklung der Bruttolöhne angepasst, abzüglich eines Kürzungsfaktors von 3 %, der auch zu realen Kürzungen der Höhe der Arbeitslosenhilfe führen konnte.
Die Arbeitslosenhilfe war steuerfrei. Der Bezieher durfte eine oder mehrere Nebenbeschäftigung(en) ausüben, solange er bei diesen Beschäftigungen insgesamt unter einer wöchentlichen Arbeitszeit von 15 bzw. bei Selbstständigkeit unter 18 Stunden blieb. Es gab einen monatlichen Freibetrag von 165 Euro. Wenn das Nebeneinkommen diesen Freibetrag überstieg, wurde der übersteigende Betrag von der Arbeitslosenhilfe abgezogen.
Auszahlungen erfolgten unbar und rückwirkend, d. h. am Ende des Monats; in Ausnahmefällen war eine Barauszahlung möglich.
Im Gegensatz zum Arbeitslosengeld wurde die Arbeitslosenhilfe ebenfalls um das einen Freibetrag überschreitende Einkommen eines eventuellen Ehegatten/Partners gemindert. Das Bundesverfassungsgericht hatte mit dem „Arbeitslosenhilfeurteil“ vom 17. November 1992 eine höhere, dynamische Grenze für den Selbstbehalt des verdienenden Partners gefordert, da anderenfalls ein Zwang zur Alleinverdienerehe entstehe, der wegen der Selbstbestimmung der Eheleute über ihre Arbeitsteilung verfassungswidrig sei.

### Vermögensanrechnung
Das Schonvermögen betrug bis zum 31. Dezember 2002 pro Lebensjahr 520 Euro. Anschließend gab es einen Vermögensfreibetrag für unter 55-Jährige von nur noch 200 Euro pro Lebensjahr. Diese Änderung war bereits ein Vorgriff auf die geplante Reform von 2005. Entsprechend den Rechtsvorgaben des Bundessozialgerichts waren jedoch auch weit höhere Rücklagen freigestellt, wenn sie der privaten Altersvorsorge dienten.

### Sanktionen
Die Anforderung, jede zumutbare Arbeit anzunehmen, die zur Folge hatte, dass Arbeitslose, denen eine Stelle angeboten wird, mit dem Stellenangebot in jedem Fall ihren Anspruch auf Unterstützungsleistungen vollständig verlieren (entweder weil sie das Angebot annehmen oder weil sie es nicht annehmen), wurde erst 1969 in das AFG eingefügt. Zum Zeitpunkt der Einführung der Arbeitslosenhilfe, 1956, wurden Empfängerinnen und Empfänger von Arbeitslosenhilfe (wie auch von Arbeitslosengeld) mit einer Sperrzeit von vier Wochen sanktioniert.